# Thylacocephala
Classe
Les Thylacocephala (thylacocéphales en français ; du grec thylacos, qui signifie « bourse » ou « poche » et céphalon, qui signifie « tête ») sont un groupe d'arthropodes éteints qui ont peut-être un lien de parenté avec les crustacés. Les recherches concernant cette classe d'arthropodes sont récentes, car ce groupe ne fut décrit qu'au début des années 1980,,.
Les thylacocéphales possèdent typiquement une carapace volumineuse et aplatie latéralement, mesurant entre 15 et 250 mm, qui recouvre la totalité du corps. Leurs yeux composés sont placés dans une encoche frontale située sur la carapace. Ils possèdent trois grosses paires de pattes ravisseuses et l'abdomen porte une série de petits appendices natatoires. Le plus ancien fossile supposé de thylacocéphale date du Cambrien inférieur, tandis que la classe est clairement présente dans les communautés fossiles marines du Silurien. Le groupe des thylacocéphales a survécu jusqu'au Crétacé supérieur, où ils sont connus dans les Couches à poissons du Mont Liban. En dehors de cela, il reste beaucoup d'incertitudes concernant certains des aspects fondamentaux de l'anatomie des thylacocéphales, de leur mode de vie, et de leurs relations phylogéniques avec les crustacés, auxquels ils ont toujours été prudemment associés.

## Histoire de la recherche sur les thylacocéphales

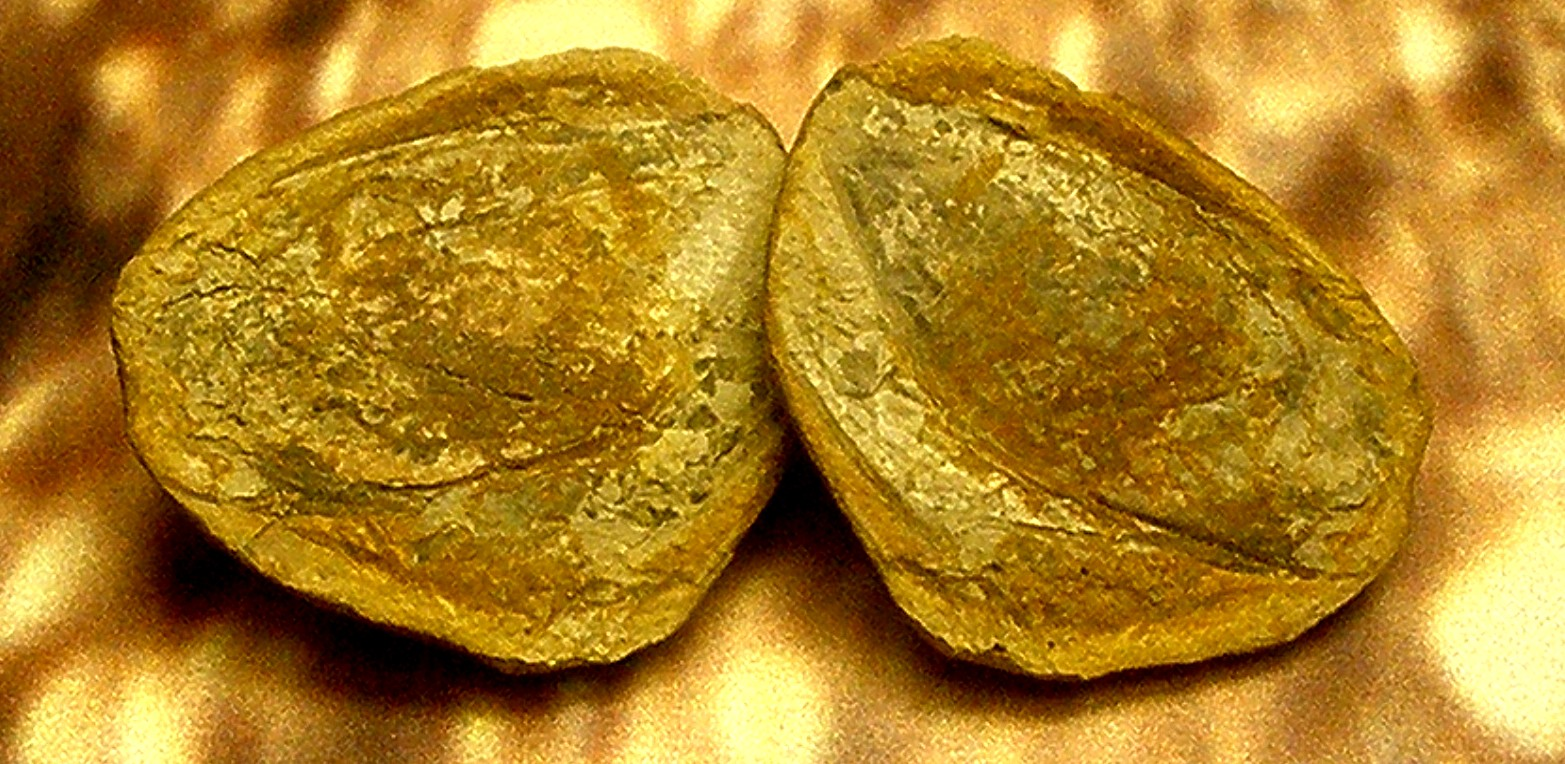
Ankitokazocaris

La classe des thylacocéphales a été décrite relativement récemment. Pourtant, des espèces qui y sont maintenant classées avaient été décrites à la fin du XIXe siècle,. Ces espèces étaient alors généralement classées en tant que Phyllocarides, malgré l'absence apparente d'abdomen et d'appendices. En 1982/83, trois groupes de chercheurs créèrent un nouveau taxon afin de placer les nouvelles espèces décrites. Se fondant sur un spécimen (Ostenocaris cypriformis) du lagerstätte d'Osteno, en Italie du nord, Pinna et al. désignèrent la nouvelle classe, Thylacocephala, tandis que Secrétan – étudiant Dollocaris ingens, une espèce du lagerstätte de La Voulte-sur-Rhône konservat-lagerstätte en France - érigea la classe des Conchyliocarida. Briggs & Rolfe, travaillant sur des fossiles de dépôts dévoniens australiens ne purent classer certains spécimens dans un groupe connu et créèrent donc l'ordre des Concavicarida, d'affinités incertaines, afin de les classer. Il était clair que ces trois groupes travaillaient en fait sur un seul grand taxon (Rolfe nota que les désaccords sur l'interprétation ainsi que les placements taxonomiques résultaient surtout de disparités de taille et de conservation). Le groupe prit donc le nom de Thylacocephala, car ce nom était prioritaire par son ancienneté ; les noms Concavicarida et Conchyliocarida furent donnés à des ordres, érigés par Rolfe et modifiés par Schram.

## Taxonomie
La classe des Thylacocephala a été créée en 1982 par Giovanni Pinna (d), Paolo Arduini, Carlo Pesarini (d) et Giorgio Teruzzi.
Les chercheurs se sont accordés pour dire que les thylacocéphales représentent une classe. Quelques tentatives ont été faites afin de préciser leur classification. Schram divisa le taxon en deux ordres :
- Les Concavicarida (Briggs & Rolfe, 1983)[3], qui inclut Ainiktozoon (Silurien), Harrycaris (Dévonien), Concavicaris (du Dévonien au Carbonifère), Dollocaris (Jurassique), et dont les caractéristiques sont les suivantes :
  - une grande encoche optique bien développée ;
  - un œil composé de petite taille ;
  - un rostre fusionné ;
  - la présence de 8 à 16 segments du tronc, se démarquant bien les uns des autres, dont la hauteur diminue antérieurement et postérieurement.

- Les Conchyliocarida (Secrétan, 1983)[10], qui inclut Convexicaris (Carbonifère), Yangzicaris (Trias), Atropicaris/Austriocaris/Clausocaris/Kilianocaris/Ostenocaris/Paraostenia (Jurassique), et dont les caractéristiques sont les suivantes :
  - l'absence d'encoche optique ;
  - des yeux situés sur un céphalon protubérant ressemblant à un sac ;
  - l'absence de rostre.

L'exactitude de cette classification a été mise en doute dans de récents articles, car ils soulignent que certaines différences observées au niveau des yeux et de l'exosquelette, chez les arthropodes actuels, tendent à être fortement contrôlées par des facteurs environnementaux. Ce qui suggère que ces caractéristiques sont trop fortement contrôlées par des causes extérieures pour être utilisées seules comme critère de classification de groupe de haut rang. Ce problème est exacerbé par le petit nombre d'espèces de thylacocéphales connues. Parmi les indicateurs plus fiables, il y a la segmentation et le point d'attache des appendices (ce qui nécessite de connaitre l'anatomie interne, qui est actuellement mal connue à cause de la présence de la carapace).

## Anatomie
D'après Vannier, modifié selon Schram, les thylacocéphales sont des arthropodes bivalves dont la morphologie est caractérisée par trois paires de longues pattes ravisseuses (prédatrices) hypertrophiées. Ils sont mondialement répartis. Une carapace latéralement compressée recouvre l'intégralité du corps et possède souvent un complexe rostre-encoche antérieur et un rostre postérieur. Les surfaces externes latérales peuvent être ornées de protubérances et uniformément convexes ou avec des crêtes. Des yeux sphériques ou en forme de goutte sont situés dans l'encoche optique et sont souvent hypertrophiés, remplissant l'encoche optique en formant une structure frontale globulaire paire. Aucune structure abdominale n'émerge de la carapace, et le céphalon est masqué. Malgré cela, quelques auteurs ont suggéré la présence de cinq appendices céphaliques dont trois, ravisseurs, particulièrement longs, dépasseraient de la marge ventrale,. Une autre possibilité est qu'ils pourraient prendre naissance de trois segments antérieurs du tronc. Le tronc postérieur possède une série de 8 à 20, paires d'appendices styliformes, filamenteux, similaires aux pléopodes, dont la taille décroit postérieurement. La plupart des thylacocéphales possèdent huit paires de branchies bien développées, qui se trouvent dans la région du tronc.
En dehors de ces quelques points, il y a un grand manque de connaissances sur l'anatomie des thylacocéphales, y compris de leur anatomie de base, comme le nombre de segments postérieurs, le point d'attache des appendices ravisseurs, le nombre d'appendices céphaliques, la forme et le point d'attache des branchies, les caractéristiques de la bouche, de l'estomac et des intestins. Ce manque de connaissance provient de la carapace qui recouvre l'ensemble du corps et ainsi, empêche de connaitre l'anatomie interne des fossiles.

## Affinités
Il est universellement accepté que les thylacocéphales sont des arthropodes, en revanche leurs positions au sein de cet embranchement est l'objet de débats. Il a été prudemment avancé que cette classe ferait partie des crustacés, mais aucune preuve concluante n'a été découverte. L'apomorphie la plus concluante qui lie les thylacocéphales avec les crustacés est la carapace. Mais, comme ce caractère a évolué indépendamment de nombreuses fois au sein des crustacés et des autres arthropodes, ce n'est pas un indicateur fiable, et une telle preuve seule reste insuffisante pour classer les thylacocéphales avec les crustacés.
Parmi les autres caractéristiques qui pourraient démontrer des affinités avec les crustacés, il y a l'arrangement des pièces buccales, qui serait le plus facile à découvrir chez les thylacocéphales. La littérature scientifique contient quelques informations à ce sujet, mais rien de définitif. Schram rapporte la découverte de mandibules chez le thylacocéphale de Mazon Creek, Concavicaris georgeorum. Secrétan évoque également, avec prudence, la présence possible de mandibules dans des coupes sériées de Dollocaris ingens, et des traces de petits appendices dans la région céphalique (malheureusement pas assez bien préservés pour permettre leur identification). Lange et al. évoquent une nouvelle espèce et un nouveau genre, Thylacocephalus cymolopos, du crétacé supérieur du Liban, qui semble posséder deux paires d'antennes, mais indiquent que le fait de posséder deux paires d'antennes ne suffit pas à faire de la classe des thylacocéphales des crustacés.
Malgré le manque de preuves indiquant un plan-corporel type de crustacé, de nombreux auteurs ont rangé cette classe avec différents groupes de crustacés. Schram fournit un récapitulatif des affinités possibles avec des groupes connus :
- probablement aucune avec les uniramés ou les cheliceriformes ;
- possible avec les Conchostracés, mais sans preuve solide ;
- avec les Maxillopodes, une relation est possible. Cette hypothèse a surtout été considérée à la suite de l'insistance des chercheurs italiens (voir le paragraphe désaccords) ;
- les Stomatopoda ont de nombreux points comparables, mais ne montrent aucune analogie au niveau du céphalon et du corps ;
- les Rémipèdes possèdent quelques points comparables ;
- les branchies ressemblant à celles des Décapodes suggèrent des affinités avec les malacostracés[11].

Dans ces interprétations variées, l'origine des trois pattes ravisseuses est différemment envisagée :
- antennules, antennes et mandibules[15] ;
- antennules, antennes et maxillipèdes[12] ;
- appendices thoraciques (pour garder l'analogie avec les stomatopodes)[13] ;
- maxillules, maxilles, maxillipèdes[9],[11].

Des travaux supplémentaires seront nécessaires pour fournir des conclusions plus solides.

## Désaccords
De nombreux conflits d'opinions entourent les thylacocéphales, parmi eux, la séparation entre « l'école italienne » et le reste du monde est la plus flagrante. En se fondant sur des spécimens mal préservés d'Osteno, en Lombardie, Pinna et al. ont érigé la classe de Thylacocephala. En se fiant à des affinités supposées avec les cirripèdes, les auteurs conclurent que la structure lobée frontale n'était pas un œil, mais un « sac céphalique ». Cette opinion provenait d'une mauvaise interprétation de l'estomac en tant qu'organe reproducteur (il contenait des éléments de vertèbre de poisson, pris pour des œufs)). Une telle anatomie rappelle ainsi les crustacés cirripèdes, ce qui conduisit les auteurs à proposer un mode de vie de suspensivore sessile, le sac céphalique aurait alors servi à ancrer l'organisme sur le fond marin. Les chercheurs ont depuis concédé qu'il était très improbable que les ovaires soient situés dans la tête, mais maintiennent que la structure frontale n'est pas un œil. À la place, ils suggèrent que le sac céphalique est couvert de microsclérites ; leurs arguments les plus récemment présentés dans Alessandrello et al. sont :
- que la structure est complexe et « assure probablement plusieurs tâches » (page 246) ;
- qu'« à part quelques caractéristiques », elle ne présente que peu d'affinités avec un œil composé (page 246) ;
- qu'il y a une étroite connexion avec des résidus d'estomac, la musculature du sac, et le revêtement hexagonal extérieur ;
- qu'un estomac situé entre les yeux est inhabituel ;
- que les sclérites, qui devraient correspondre aux rhabdomes dans « la théorie de l'œil », sont interstitielles aux hexagones, et pas au centre comme on pourrait s'y attendre pour des ommatidies.
- qu'il y a une analogie structurelle avec le pédoncule des cirripèdes.

Les auteurs suggèrent plutôt que ce sac sert à casser les gros morceaux de nourriture et à rejeter les portions indigestes.
Toutes les autres équipes interprètent cette structure comme un grand œil composé, les hexagones étant des ommatidies (tous les chercheurs sont d'accord pour dire qu'il s'agit de la même structure),. Ce fait est conforté par les fossiles de Dollocaris ingens qui sont si bien préservés, que les cellules rétiniennes peuvent être individuellement discernées. La préservation est si exceptionnelle que des études ont montré que le grand nombre de petites ommatidies, distribuées sur ces larges yeux composés, réduisaient l'angle entre chaque ommatidie, ce qui améliorait la capacité de l'animal à discerner de petits objets. L'un des arguments des adversaires de la théorie du "sac céphalique" est que les yeux sont des structures complexes, et ceux des thylacocéphales montrent de nettes ressemblances avec ceux des autres arthropodes fossiles, et ce, jusqu'à l'échelle cellulaire. Le « sac céphalique » des spécimens d'Osteno est mal préservé, ce qui expliquerait les sclérites interstitielles. L'analogie structurelle avec les cirripèdes a perdu l'élément qui venait l'étayer lorsque les prétendus ovaires ont été réinterprétés en tant que résidus alimentaires ; ainsi, le système musculaire du "sac céphalique" pourrait servir de soutien aux yeux. La position inhabituelle de l'estomac est ainsi l'élément perturbateur le plus flagrant de cette théorie, mais les thylacocéphales sont justement définis par leurs caractéristiques inhabituelles, ce n'est donc pas inconcevable. De plus, Rolfe suggéra que la position des yeux pouvait être expliquée si ceux-ci possèdent une large aire postérieure d'attache, tandis que Schram suggéra que la région stomacale s'étendant dans le sac céphalique pouvait résulter d'une portion antérieure du tube digestif enflée, ou d'un cæcum dirigé antérieurement.
Les discussions à ce sujet ont cessé dans la dernière décennie, et la plupart des chercheurs acceptent l'interprétation de la structure antérieure en tant qu'œil. La confusion est très probablement liée à une préservation différente à Osteno.

## Mode de vie
De nombreux modes de vie différents ont été suggérés au sujet des thylacocéphales.
Secrétan suggéra que Dollocaris ingens était trop gros pour nager, il déduisit donc un mode de vie de prédateur qui resterait tapi sur le fond marin, dans l'attente d'une proie et qui bondirait ensuite dessus afin de la capturer. Cet auteur suggéra également un mode de vie de nécrophage, avec le soutien d'Alessandrello et al., qui suggéra que les Dollocaris étaient incapables de tuer eux-mêmes des requins, dont des restes furent trouvés parmi les résidus alimentaires des spécimens d'Osteno. Les thylacocéphales auraient plutôt ingéré ce qu'un requin aurait vomi, qui aurait contenu les dits restes.
Dans Vannier et al., il est noté que les thylacocéphales possèdent des caractéristiques qui suggèrent une adaptation à la nage dans les eaux sombres : une carapace fine et non minéralisée, des épines rostrales développées, peut-être afin de contrôler la flottabilité (chez une espèce), une série de pléopodes natatoires, et de grands yeux proéminents. Ceci tend à être appuyé par la morphologie des espèces du Crétacé du Liban, qui montrent des adaptations à la nage.
Rolfe proposa de nombreuses possibilités, mais conclut que le mode de vie réaliste serait mésopélagique, par analogie avec les amphipodes de la famille des Hyperiidea. Il suggéra de plus qu'un habitat au niveau du fond marin était possible, et que l'organisme pouvait remonter pour attraper des proies durant le jour et retourner sur le fond pendant la nuit. Une autre proposition notable est que, comme les Hyperiidea, les thylacocéphales pouvaient se fournir de l'huile afin d'augmenter leurs flottabilité par leur régime alimentaire (connu par les résidus retrouvés dans leurs estomacs, et qui inclut des restes de requins, de coléoïdes et d'autre thylacocéphales).
Alessandrello et al. suggérèrent un mode de vie la tête en bas, semi-sessile, en accord avec la reconstruction de Pinna et al. fondée sur des affinités avec les cirripèdes. Un régime nécrophage est suggéré.
Briggs et Rolfe rapportent que tous les thylacocéphales de la formation de Gogo (Ouest de l'Australie) se trouvent dans une formation récifale, qui suggère un environnement d'eau peu profonde. Ces auteurs spéculent qu'en raison de l'ornementation en terrasse de la carapace, les thylacocéphales pourraient être des organismes fouisseurs, les crêtes de la carapace pourraient également fournir plus de friction pour se cacher dans des crevasses de la roche.
Schram suggéra que la dichotomie de taille présente dans la classe résulte de la présence des thylacocéphales dans des environnements différents; les plus gros thylacocéphales pourraient avoir vécu dans un environnement fluide caractérisé par des courants turbulents ; ils auraient compté sur la seule force des appendices de leur tronc pour se maintenir en position. Il suggéra également que les formes plus petites pourraient avoir résidé dans un milieu visqueux, caractérisé par des courants laminaires, et qu'elles auraient fait levier pour se propulser suffisamment rapidement pour capturer des proies.
Avec une grande variété de caractéristiques et un temps d'existence étendu, il est plus que probable que les thylacocéphales eurent plus d'un seul mode de vie, qui devait probablement varier selon les espèces.